# Amt Warnow-West
Amt Warnow-West – związek gmin w Niemczech, leżący w kraju związkowym Meklemburgia-Pomorze Przednie, w powiecie Rostock. Siedziba związku znajduje się w miejscowości Kritzmow.
W skład związku gmin wchodzi siedem gmin:
1. Elmenhorst/Lichtenhagen
2. Kritzmow
3. Lambrechtshagen
4. Papendorf
5. Pölchow
6. Stäbelow
7. Ziesendorf